# DeSmuME
DeSmuME (também conhecido como YopYop DS) é um emulador de código aberto para o Nintendo DS criado por YopYop156. O DeSmuME é escrito em C++ para os principais sistemas operacionais (Microsoft Windows, Mac e Linux) e pode executar bem vários jogos comerciais. Atualmente está na versão 0.9.13 (Versão lançada em 22/05/2022).